# Municipio Yahualica de González Gallo
Koordinaten: 21° 11′ N, 102° 54′ W
Yahualica de González Gallo ist ein Municipio im mexikanischen Bundesstaat Jalisco in der Región Altos Sur. Das Municipio hatte beim Zensus 2010 22.284 Einwohner; die Fläche des Municipios beträgt 564,9 km².
Größter Ort im Municipio und Verwaltungssitz ist das gleichnamige Yahualica de González Gallo. Weitere Orte mit zumindest 500 Einwohnern sind Manalisco, Huisquilco und El Mirador. Insgesamt umfasst das Municipio 154 Ortschaften.
Das Municipio Yahualica de González Gallo grenzt an die Municipios Mexticacán, Cañadas de Obregón, Valle de Guadalupe, Tepatitlán de Morelos und Cuquío sowie an den Bundesstaat Zacatecas.
Das Gemeindegebiet liegt durchschnittlich etwa 1750 m über dem Meeresspiegel mit Gipfeln bis zu 2400 m. Gut 45 % der Gemeindefläche sind bewaldet, ein weiteres Drittel ist landwirtschaftliche Nutzfläche.